# Lluís Pasqual
Lluís Pasqual i Sánchez (Reus, 5 de junho de 1951) é um diretor teatral espanhol.

## Premios
- Premio Nacional de Teatro y Danza, 1984.
- Caballero de la Orden de las Artes y Letras, distinción de la República francesa en 1984.
- Premio Ciutat de Barcelona, 1985.
- Premio de la Generalidad de Cataluña, 1988.
- Premio Nacional de Teatro del Ministerio de Cultura, 1991.
- Premio de la Cámara de Comercio de París.
- Título de Oficial de las Artes y las Letras de Francia, 1991.
- Premio Honorífico de la CIFET del Ministerio de Cultura de Egipto, 1995.
- Caballero de la Legión de Honor francesa, 1996.
- Premio de Teatro de la Comunidad de Madrid el 2002.